# Episodi di Bachelor Father (serie televisiva 1957) (prima stagione)
La prima stagione della serie televisiva Bachelor Father è andata in onda negli Stati Uniti dal 15 settembre 1957 all'8 giugno 1958 sulla CBS.
| nº | Titolo originale                       | Prima TV USA      |
| -- | -------------------------------------- | ----------------- |
| 1  | Bentley and the P.T.A.                 | 15 settembre 1957 |
| 2  | Bentley Versus the Girl Scouts         | 29 settembre 1957 |
| 3  | Uncle Bentley and the Lady Doctor      | 13 ottobre 1957   |
| 4  | A Date with Kelly                      | 27 ottobre 1957   |
| 5  | Uncle Bentley and the Aunts            | 10 novembre 1957  |
| 6  | Bentley and the Revolving Housekeepers | 24 novembre 1957  |
| 7  | Uncle Bentley Keeps His Promise        | 8 dicembre 1957   |
| 8  | Bentley and the Baby Sitter            | 22 dicembre 1957  |
| 9  | Bentley and the Talent Contest         | 5 gennaio 1958    |
| 10 | Bentley, the Homemaker                 | 19 gennaio 1958   |
| 11 | Bentley and His Junior Image           | 2 febbraio 1958   |
| 12 | Uncle Bentley Loans Out Peter          | 16 febbraio 1958  |
| 13 | Bentley and the Social Worker          | 2 marzo 1958      |
| 14 | A Sister for Kelly                     | 16 marzo 1958     |
| 15 | Waiting Up for Kelly                   | 30 marzo 1958     |
| 16 | Woman of the House                     | 13 aprile 1958    |
| 17 | Peter Falls in Love                    | 27 aprile 1958    |
| 18 | Bentley's Prospective Son-In-Law       | 11 maggio 1958    |
| 19 | Bentley's Clubhouse                    | 25 maggio 1958    |
| 20 | Uncle Bentley and the Matchmaker       | 8 giugno 1958     |

## Bentley and the P.T.A.
- Prima televisiva: 15 settembre 1957

### Trama
- Guest star: Alice Backes (Vickie), Marya Stevens (Angela Giovanni), Madge Blake (Mrs. Bowman), Mary Field (PTA Spokeswoman), Paul Maxey (dottore), Florida Friebus (Mrs. Banks), Juney Ellis (Lydia Harris), Frances Osborne (PTA Woman), Almira Sessions (Cleaning Woman), Hanna Landy (Carol White)

## Bentley Versus the Girl Scouts
- Prima televisiva: 29 settembre 1957

### Trama
- Guest star: Diane Brewster (Marilyn Hesselroth), June Blair (Woman #1), Cecile Rogers (Woman #2)

## Uncle Bentley and the Lady Doctor
- Prima televisiva: 13 ottobre 1957

### Trama
- Guest star: Alice Backes (Vickie), Mary Webster (dottor Barbara Ruskin), Mary Field (Mrs. Hartman), Cheryl Miller (Nancy)

## A Date with Kelly
- Prima televisiva: 27 ottobre 1957

### Trama
- Guest star: Alice Backes (Vickie), Shirley Patterson (Adrian Benson), Jay Lawrence (Restaurant Host), Al Terr (Gibash), Charles Zacha Jr. (cameriere)

## Uncle Bentley and the Aunts
- Prima televisiva: 10 novembre 1957

### Trama
- Guest star: Alice Backes (Vickie), Mabel Albertson (Martha), Isa Ashdown (Helen), Linda Kane (Marcia), Jean Moorhead (Cynthia), Jana Lund (Gladys), Verne Smith (Mike), Teri York (Pamela), Pierre Barale (Romanoff's Waiter Pierre), Marla Paul

## Bentley and the Revolving Housekeepers
- Prima televisiva: 24 novembre 1957

### Trama
- Guest star: Edith Evanson (Mrs. Farrell), Barbara Eden (Patricia 'Patty' Robbins), Joseph Kearns (Mr. Saunders), Florida Friebus (Mrs. Barker), Juney Ellis (Mrs. Carter), Paul Lambert (Freddie), William Kendis (Red), Tommy Farrell (Cecil), Jack Edwards (Poker Pal #1), John Hiestand (Poker Pal #2)

## Uncle Bentley Keeps His Promise
- Prima televisiva: 8 dicembre 1957

### Trama
- Guest star: Alice Backes (Vickie), Lee Anthony (Ronny Mann), Barbara Wilson (Gloria Mann), Isa Ashdown (Helen), Linda Kane (Marcia), Herb Vigran (Manager), Max Mellinger (Sam Walters), Joby Baker (Boy at Stage Door), Bill Erwin (Security Guard), Phil Arnold (Telegraph Messenger), Joan Freeman (Girl #1), Jacklyn O'Donnell (Girl #2), Terry Dunavan (Boy #1), George Arglen (Boy #2), Vivian Clermont (Girl #3)

## Bentley and the Baby Sitter
- Prima televisiva: 22 dicembre 1957

### Trama
- Guest star: Lisa Davis (Miss Winslow), Sara Anderson (Mrs. Logan), Bill Erwin (Mr. Logan), Ricky Kelman (Jimmy Logan), Maureen Leeds (Mrs. Mitchell), Darah Marshall (Ann Stanford)

## Bentley and the Talent Contest
- Prima televisiva: 5 gennaio 1958

### Trama
- Guest star: Alice Backes (Vickie), Kathleen Case (Miss Gilman), Elvia Allman (Miss Lindstrom), Les Tremayne (Ralph Parker), Bartlett Robinson (Phil Corey), Jeane Wood (Tennis Instructor), Louise Arthur (Mrs. Corey), Cindy Carol (Karen), Janine Perreau (Judy Robbins), Cathy O'Neill (Mrs. Parker), James Maloney (Mr. Robbins), Shirley Mitchell (Emcee), Kay Cole (Ballet Dancer #1), Lynn Fields (Ballet Dancer #2)

## Bentley, the Homemaker
- Prima televisiva: 19 gennaio 1958

### Trama
- Guest star: Jack Benny (Jack Benny), Alice Backes (Vickie), Gordon Jones (Harry McKey), Kay Stewart (Mrs. Fuller), Kathleen Hartnagel (Judy Fuller), Dawn Richard (Ellie Sparks), Shirley Delancey (Gladys Hermann), Stephanie Forsythe (Karen Fuller)

## Bentley and His Junior Image
- Prima televisiva: 2 febbraio 1958

### Trama
- Guest star: Alice Backes (Vickie), Les Tremayne (Ralph Parker), Francis De Sales (Matt Finletter), Marian Marsh (Mary Finletter), Barbara Darrow (Carol Spencer), Charles Cantor (Harry), Eddie Shaw (Matt Finletter, Jr.), Pamela Baird (Nancy), Linda Kane (Helen Parker), Yvonne White (Saleswoman #1), Sandra Bettin (Karen Schindler), Louise Lewis (Saleswoman #2)

## Uncle Bentley Loans Out Peter
- Prima televisiva: 16 febbraio 1958

### Trama
- Guest star: Maureen Leeds (Liza Lane), Vince Barnett (Henry), Autumn Russell (Linda Donnally), Jackie Kelk (Jerry)

## Bentley and the Social Worker
- Prima televisiva: 2 marzo 1958

### Trama
- Guest star: Alice Backes (Vickie), Bartlett Robinson (Phil Corey), Joyce Meadows (Myra Carter), Kathleen Case (Marge Barkman), Leslie Bradley (giudice Ruddick), John Hiestand (Poker Pal #1), Zachary Charles (Joe), Hal Riddle (Frank), Jimmy Cross (Poker Pal #2), Larri Thomas (Secretary), Cecile Rogers (Marsha)

## A Sister for Kelly
- Prima televisiva: 16 marzo 1958

### Trama
- Guest star: Catherine McLeod (Louise Farrell), Louise Lewis (Madame Finnese), Leon Belasco (Violinist), Juney Ellis (Saleswoman), Frank Richards (meccanico), William Bakewell (Man #1), John Hiestand (Man #2), Stanley Farrar (Man #3)

## Waiting Up for Kelly
- Prima televisiva: 30 marzo 1958

### Trama
- Guest star: Penny Edwards (Laura Logan), Frances Bergen (Marcia Sutherlee), Whit Bissell (Matt Corey), Kathryn Card (Mrs. Logan), Hope Summers (Housekeeper), Isa Ashdown (Linda Corey), Dayton Osmond (Jack Corey)

## Woman of the House
- Prima televisiva: 13 aprile 1958

### Trama
- Guest star: Alice Backes (Vickie), Ronnie Burns (se stesso), Jack Albertson (Salesman), Isa Ashdown (Linda Corey), Pamela Baird (Nancy), John Hiestand (Mr. Richardson), Virginia Stefan (Secretary), Cindy Carol (Karen)

## Peter Falls in Love
- Prima televisiva: 27 aprile 1958

### Trama
- Guest star: Alice Backes (Vickie), Zachary Charles (Hank), John Hiestand (Hal), William Kendis (Jack), Joseph Mell (Petey), Bobette Bentley (Barbara), Molly Dodd (Woman at Laundromat)

## Bentley's Prospective Son-In-Law
- Prima televisiva: 11 maggio 1958

### Trama
- Guest star: Alice Backes (sorella di Vickie), Darah Marshall (Valerie Culpepper), Pamela Baird (Nancy), William Tregoe (Bob), Tony Epper (Steve Berry), Kitty Muldoon (Fern), Dan Evans (Jim Wright), Carole Wells (Howard)

## Bentley's Clubhouse
- Prima televisiva: 25 maggio 1958

### Trama
- Guest star: Alice Backes (Vickie), Karl Swenson (Charley Burton), Sondra Rodgers (Ellie Markum), Shirley Mitchell (Gladys Peterson), Frances Osborne (donna), Judy Bamber (Mrs. Rondell), Jack Edwards (Sam Markum), Linda Kane (Helen), Carole Wells (Miss Landers), Pamela Baird (Nancy), Joan Tompkins (Fran Burton)

## Uncle Bentley and the Matchmaker
- Prima televisiva: 8 giugno 1958

### Trama
- Guest star: Sally Fraser (Laurie), Mary Lawrence (Irene Browning), Tommy Farrell (Joe Browning), Gavin Gordon (Ken Townsley), Justice Colt (Jeff Stebbens), Hallene Hill (Mrs. Mitchell), Charles Gray (Frank Gibbs), Judd Holdren (Eric), Freeman Lusk (Mr. Jefferson), Jeane Wood (Mrs. Jefferson), Roma Paige (Katherine)